# 島津弘
島津 弘（しまづ ひろし）は、日本の地理学者。東京都出身。

## 経歴
- 1982年4月   東京大学入学
- 1984年4月 - 1986年3月   東京大学理学部地学科地理学専門課程
- 1986年4月 - 1988年3月   東京大大学院理学系研究科 地理学
- 1988年4月 - 1993年1月   東京大学大学院理学系研究科博士後期課程 地理学
- 1996年4月 - 1998年3月   立正大学 文学部 地理学科 講師
- 1998年4月 - 2000年3月   立正大学 地球環境科学部 地理学科 講師
- 2000年4月 - 2005年3月   立正大学 地球環境科学部 地理学科 助教授
- 2005年4月 - 現在   立正大学 地球環境科学部 地理学科 教授

## 人物・エピソード
オリエンテーリングが趣味で，オリエンテーリングの大会にも出場している．日本オリエンテーリング協会の理事を務めていた。2025年4月1日から日本学生オリエンテーリング連盟副会長を務めている。

## 委員歴
2013年 - 現在   国土地理院研究評価委員会  委員

## 論文
- 屋久島の自然，地形と森林伐採地理地理 59(7) 18-25 2014年7月
- 沿岸の巨岩からみた沖縄の自然－なぜ沖縄の沿岸には巨大な岩があるのか?沖縄地理 (13) 99-103 2013年6月
- 梓川上流，上高地徳沢–明神間の河道における年々の地形変化と環境多様性の形成地学雑誌 122(4) 709-722 2013年
- オリエンテーリング地図から地理学的情報を読み取る地理 55(4) 23-37 2010年4月
- フィジー,ヴィチ・レヴ島のキーワードと景観地域研究 49(2) 4-10 2009年3月
- 被服土壌掘削に基づく宮宿断層の活動性評価号外地球 (54) 136-142 2006年
- 石垣島轟川流域における赤土流出の現状地域研究 46(1) 88-93 2005年9月
- フォーラム 天然ダム災害と2004年新潟県中越地震地域研究 45(2) 23-27 2005年3月
- トカラ列島中之島--南の島の周氷河地形地理 49(10) 43-53 2004年10月
- 集集大地震と台湾中部埔里市街の変容地域研究 45(1) 1-13 2004年9月
- トカラ列島中之島御岳に分布する階状土地域研究 44(2) 73-80 2004年
- 屋久島の河川における最大粒径の分布と土砂移動プロセス地球環境研究 (6) 131-137 2004年
- 起伏構造からみた屋久島の地形 2003年
- 石川県・手取川上流における1934年水害以降の地形変化金沢大学文学部地理学報告 10 67-75 2002年3月
- 梓川上流,上高地明神橋下における氾濫原の微地形形成プロセス地球環境研究 2 83-96 2000年
- 観光客の行動からみた自然公園利用の現状と問題点－中部山岳国立公園,上高地を例として-立正大学人文科学研究所年報 36 29-45 1999年3月
- 天然ダムの形成、 決壊と日本の山地河川における土砂移動立正大学環境科学研究所年報 1 25-26 1999年
- 上高地・石岸ワサビ沢沖積錐における微地形分類図の作成　島津 弘, 岸本 淳平 , 西方 美奈子 地域研究 38(2) 38-43 1998年3月
- 山地河川の地形と土砂移動プロセス立正大学文学部論叢 (108) 53-72 1998年
- 多摩川支流,南秋川源流域の堆積物と土砂移動金沢大学文学部地理学報告 8 69-80 1997年3月
- 日本の山岳観光地「上高地」の現状と課題-ヨセミテとの比較から-島津 弘, 福田 武志地理 41(7) 53-59 1996年7月
- 手取川上流域における地形特性と土砂移動金沢大学文学部論集 史学科篇 16 A45-A59 1996年3月
- 上高地・梓川における自然史研究立正大学文学部論叢 (104) 49-64 1996年
- 急勾配の山地河川における流路区間形成に関する2,3の問題金沢大学文学部論集. 史学科篇 15 A1-A12 1995年3月
- 地形変化の歴史を語る「都民の森」災害地理 40(3) 53-57 1995年3月
- 環境・災害教育の一環としての河川景観調査石川地理 6 27-34 1995年
- 急勾配の山地河川における流路区間形成に関する2,3の問題金沢大学文学部論集史学科篇 15 1-12 1995年
- 長野県西部,梓川における土砂移動過程金沢大学文学部地理学報告 7 53-60 1995年
- 山地河川の流路区間配列における地域性金沢大学文学部論集. 史学科篇 13/14(A49) A64 1994年
- 山地河川の支流における礫径および河床形態の縦断変化と本流への礫供給地理学評論 64A(8) 569-580 1991年
- 東北地方の山地河川における礫径変化に基づいた流路の区分地理学評論 A63(8) 487-507 1990年

## 書籍等出版物
- 屋久島ジオガイド山と渓谷社  2016年8月
- 上高地の自然誌東海大学出版部  2016年8月
- 自然災害と海岸地形2016年7月
- 地理エクスカーション朝倉書店  2015年5月
- 宮古島－南島の自然誌探検－（学びの旅　地域の見方・とらえ方・楽しみ方）2010年4月
- 自然の見方（学びの旅　地域の見方・とらえ方・楽しみ方）古今書院  2010年4月
- 手取川流域－川を下りながら大地の動きを体感する－（学びの旅　地域の見方・とらえ方・楽しみ方）2010年4月
- 河川の氾濫がつくり出す環境多様性－上高地，梓川の氾濫原における地形・植物多様性－（自然・社会・ひと～地理学を学ぶ～）古今書院  2009年3月
- 北陸（日本の地誌）2007年3月
- 川と河原，川の地形（河原のようす，上高地の梓川）（梓川渓谷の地形誌）2006年3月
- 河川の風景（日本の地誌１　日本総論Ⅰ（自然編））2005年
- 川は自然の生き証人－上高地梓川の200万年史－（河川文化　河川文化を語る会講演集その十八）2005年
- 自然の成り立ち（にっぽん再発見/石川県）同朋社出版  1997年